# Ollie Shenton
Oliver "Ollie" Shenton (Stoke-on-Trent, Anglia, 1997. november 6. –) angol labdarúgó, aki jelenleg a Stoke Cityben játszik, középpályásként.

## Pályafutása

### Stoke City
Shenton 2004-ben csatlakozott a Stoke City ifiakadémiájához. 15 évesen már állandó tagja volt az U18-as csapatnak és 2013 szeptemberében hosszú távú szerződést írt alá a klubbal. 2014 áprilisában megnyerte a Generation Adidas Cup ifitornát a Stoke U17-es együttesével. A 2014/15-ös szezon előtti felkészülési időszakban elkezdett az első csapat keretével edzeni és pályára lépett a Burton Albion elleni barátságos meccsen, 30 perc erejéig. A szezont az U21-es csapatnál töltötte, ahol első meccsén, az Aston Villa ellen gólt szerzett.
Az első csapatban 2014. augusztus 27-én mutatkozott be, egy Portsmouth elleni Ligakupa-meccsen, a 81. percben beállva. A mérkőzés után a csapat menedzserasszisztense, Mark Bowen megdicsérte teljesítménye miatt. November 25-én megkötötte első profi szerződését a Stoke-kal. A Premier League-ben 2015. február 11-én, a Manchester City ellen debütált, Steven N'Zonzit váltva a hosszabbításban. 2016 januárjában egy új, 2020 nyaráig szóló szerződést írt alá a klubbal.

## Magánélete
Shenton gyerekkora óta a Stoke City szurkolója. Édesanyja, Mandy 2015 januárjában rákban elhunyt.

## Külső hivatkozások
- Ollie Shenton pályafutásának statisztikái a Soccerbase oldalon (angolul)